# Asura
 For alternative betydninger, se Asura (flertydig). (Se også artikler, som begynder med Asura)
Asura er en gruppe af semiguder, der optræder i forskellige religioner, herunder hinduisme og buddhisme.

## I hinduismen
I hinduismen er asura (Sanskrit: असुर) en gruppe af magtsøgende guddomme, der ofte omtales som dæmoniske. De er i opposition til devaerne. Begge grupper er børn af Kashyapa. Synet på asuraerne i hinduismen varierer, da mange guddomme der på et tidspunkt var asuraer senere er blevet kendt som devaer. 

## I buddhismen
Asuraer optræder som en typer af overnaturlige væsner i traditionel buddhistisk kosmologi.